# Modelo de Drude

Modelo de Drude (em azul)

O modelo Drude de condução elétrica foi proposto em 1900  por Paul Drude para explicar as propriedades de transporte de elétrons em materiais (especialmente metais). Basicamente, a lei de Ohm estava bem estabelecida e afirmava que a corrente J e a tensão V que impulsionam a corrente estão relacionadas à resistência R do material. O inverso da resistência é conhecido como condutância. Quando consideramos um metal de comprimento unitário e área de seção transversal, a condutância é conhecida como condutividade, que é o inverso da resistividade. O modelo de Drude tenta explicar a resistividade de um condutor em termos do espalhamento de elétrons (os portadores de eletricidade) pelos íons relativamente imóveis no metal que agem como obstruções ao fluxo de elétrons.  
O modelo, que é uma aplicação da teoria cinética, assume que o comportamento microscópico dos elétrons em um sólido pode ser tratado classicamente e se comporta de maneira muito semelhante a uma máquina de pinball, com um mar de elétrons em constante agitação, saltando e voltando a saltar mais pesados, íons positivos relativamente imóveis.
Os dois resultados mais significativos do modelo Drude são uma equação eletrônica de movimento,
{\displaystyle {\frac {d}{dt}}\langle \mathbf {p} (t)\rangle =q\left(\mathbf {E} +{\frac {\langle \mathbf {p} (t)\rangle \times \mathbf {B} }{m}}\right)-{\frac {\langle \mathbf {p} (t)\rangle }{\tau }},}
e uma relação linear entre a densidade de corrente J e o campo elétrico E,
{\displaystyle \mathbf {J} =\left({\frac {nq^{2}\tau }{m}}\right)\mathbf {E} .}
Aqui o tempo é descrito por {\displaystyle t}, {\displaystyle \langle p\rangle } é o momento médio por elétron e {\displaystyle q}, {\displaystyle n}, {\displaystyle m} e {\displaystyle \tau } são, respectivamente, a carga do elétron, densidade numérica, massa e tempo livre médio entre as colisões iônicas. A última expressão é particularmente importante porque explica em termos semi quantitativos por que a lei de Ohm, uma das relações mais onipresentes em todo o eletromagnetismo, deve ser válida.
O modelo foi estendido em 1905 por Hendrik Antoon Lorentz (e, portanto, também é conhecido como o modelo Drude-Lorentz) Para dar a relação entre a condutividade térmica e a condutividade elétrica dos metais, e é um modelo clássico. Mais tarde, foi complementado com os resultados da teoria quântica em 1933 por Arnold Sommerfeld e Hans Bethe, levando ao modelo Drude-Sommerfeld.

## Histórico
O físico alemão Paul Drude propôs seu modelo em 1900, quando a existência de átomos não estava clara, e não estava claro que os átomos estavam em uma escala microscópica. A primeira prova direta da existência de átomos através do cômputo do número de Avogadro num modelo microscópico é devida a Albert Einstein. O primeiro modelo moderno da estrutura atômica, devido a J.J. Thomson, data de 1904, e o posterior modelo de Rutherford, data de 1909. Drude iniciou seu trabalho a partir da descoberta dos elétrons, em 1897, por J.J. Thomson, assumindo como um modelo de sólidos simplificado, onde a região sólida é composta de centros de espalhamento positivamente carregados, e um mar de elétrons submersos no entorno destes centros de espalhamento, fazendo com que o sólido seja totalmente neutro eletricamente.

## Explicação
O modelo de Drude supõe que um portador médio de carga elétrica está sujeito à ação de uma "força de resistência" {\displaystyle \,\gamma }. Em presença de um campo elétrico externo E satisfaz-se a seguinte equação diferencial:
{\displaystyle m{\frac {d}{dt}}\langle {\vec {v}}\rangle =q{\vec {E}}-\gamma \langle {\vec {v}}\rangle }
onde {\displaystyle \langle {\vec {v}}\rangle } é a velocidade média, m é a massa efectiva e q a carga elétrica do portador de carga.
A solução estacionária  ({\displaystyle {\frac {d}{dt}}\langle {\vec {v}}\rangle =0}) desta equação diferencial é:
{\displaystyle \langle {\vec {v}}\rangle ={\frac {q\tau }{m}}{\vec {E}}=\mu {\vec {E}}}
onde:
{\displaystyle \,\tau ={\frac {m}{\gamma }}} é o tempo livre médio de um portador de carga, e {\displaystyle \,\mu } é a mobilidade elétrica. Se se introduz a densidade do gás de portadores de carga n (partículas por unidade de volume), podemos relacionar a velocidade média com uma corrente elétrica:
{\displaystyle {\vec {J}}=nq\langle {\vec {v}}\rangle }
Pode-se demonstrar que o material satisfaz a lei de Ohm com uma condutividade elétrica em corrente contínua {\displaystyle \,\sigma _{0}}.
{\displaystyle {\vec {J}}={\frac {nq^{2}\tau }{m}}{\vec {E}}=\sigma _{0}{\vec {E}}}
O modelo de Drude permite também predizer a corrente como uma resposta a um campo elétrico variável no tempo com uma frequência angular {\displaystyle \,\omega }, em cujo caso:
{\displaystyle \sigma (\omega )={\frac {\sigma _{0}}{1+i\omega \tau }}}
Onde se supõe que:
{\displaystyle E(t)=\Re (E_{0}e^{i\omega t})}
{\displaystyle J(t)=\Re (\sigma (\omega )E_{0}e^{i\omega t})}
Em outras convenções, {\displaystyle i} é substituido por {\displaystyle -i} em todas as equações. A parte imaginária indica que a corrente está atrasada com respeito ao campo elétrico, o que se produz porque os elétrons necessitam aproximadamente um tempo {\displaystyle \,\tau } para acelerarem-se em resposta a uma mudança eo campo elétrico aplicado. No caso prévio o modelo de Drude aplicou-se aos elétrons, mas também pode ser aplicado a buracos, quer dizer, aos portadores de carga positiva nos semicondutores.

## Problemas do modelo
Este modelo simples oferece uma boa explicação para a condutividade de corrente contínua e corrente alterna em metais, o efeito Hall, e a condutividade térmica (devida a elétrons) em metais, mas falha ao não providenciar uma explicação para a disparidade entre as capacidades caloríficas dos metais em comparação com a dos materiais isolantes. Num isolante elétrico, esperar-se-ia que a capacidade térmica fosse zero, dado que não existem elétrons livres. Na realidade, os metais e os isolantes elétricos possuem aproximadamente a mesma capacidade térmica à temperatura ambiente. O modelo de Drude também falha em explicar a existência de portadores de carga aparentemente positivos como demonstra o efeito Hall.